# Cosmophasis masarangi
Cosmophasis masarangi là một loài nhện trong họ Salticidae.
Loài này thuộc chi Cosmophasis. Cosmophasis masarangi được Anna Maria Sibylla Merian miêu tả năm 1911.